# کلود لنزمن: شبح‌های شوآ
کلود لنزمن: شبح‌های شوآ (به انگلیسی: Claude Lanzmann: Spectres of the Shoah) فیلم مستند کوتاهی به کارگردانی آدام بنزین محصول سال ۲۰۱۵ است که نامزد جایزه اسکار برای بهترین مستند کوتاه ۲۰۱۶ شده است. این مستند دربارهٔ زندگی و کار کلود لنزمن، کارگردان فرانسوی است. نویسندگی، کارگردانی و تولید این فیلم را ادام بنزاین، فیلم‌ساز و ژورنالیست بریتانیایی انجام داده است.